# Qalağan
Qalağan è un comune dell'Azerbaigian situato nel distretto di Xaçmaz. Conta una popolazione di 977 abitanti.